# História da língua tupi

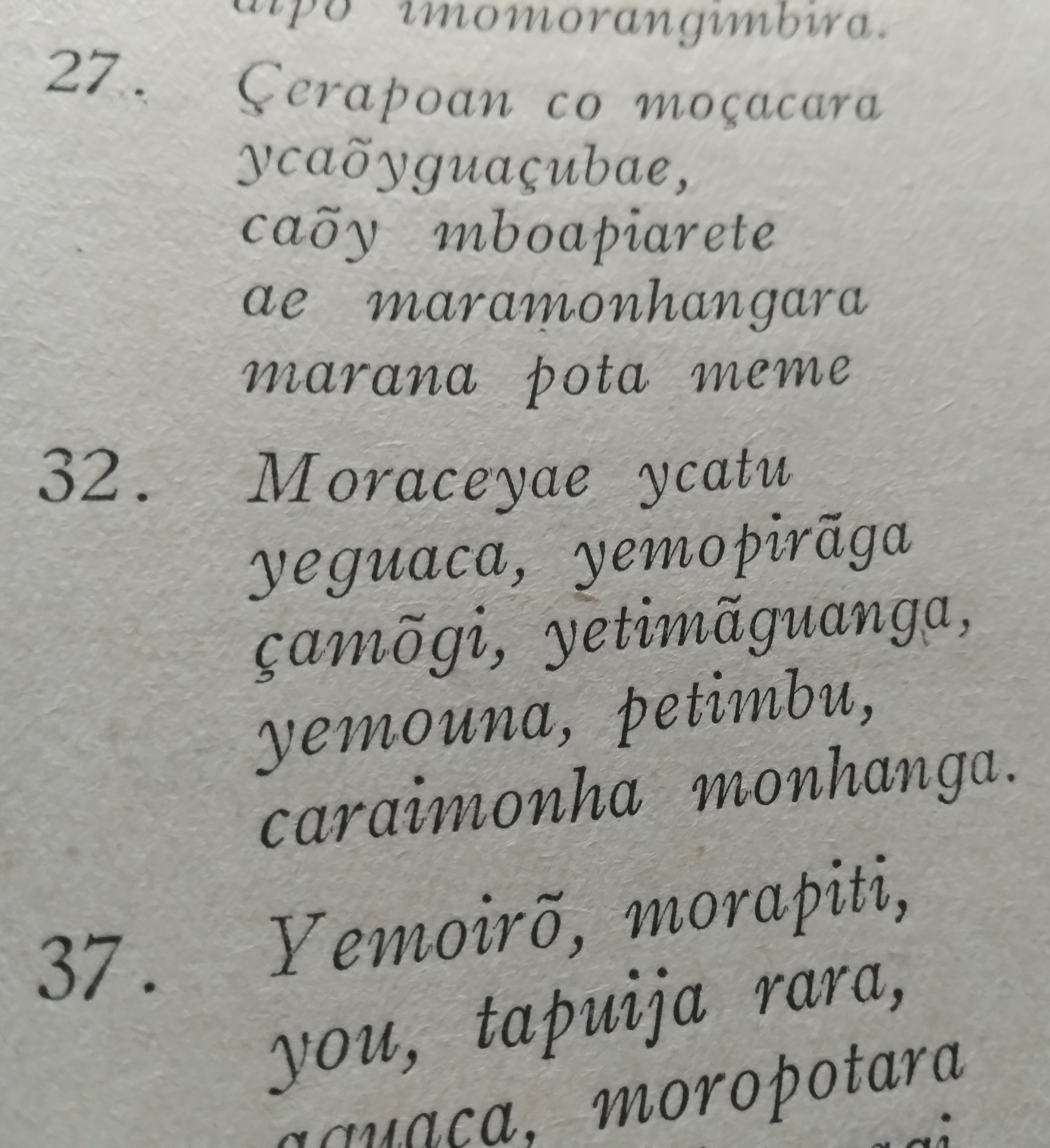
Excerto do monólogo de Guaixará, de autoria de Anchieta

Este artigo aborda a história da língua tupi, tanto da língua em si como de seus estudos e de sua influência na cultura e na identidade do país.
Durante a colonização do Brasil no século XVI, o tupi antigo era a língua predominante nas regiões costeiras do país, tanto entre nativos quanto entre colonos. A colonização do Brasil foi feita principalmente por homens. Estes se casavam com mulheres indígenas. Os filhos, criados sobretudo pelas mães, adotavam a língua materna, o tupi. Deste modo, é possível compreender como essa língua indígena passou a predominar inclusive sobre o português nos tempos coloniais. 
Apesar de algumas variações diatópicas (isto é, variações conforme o espaço; por exemplo, enquanto a palavra para rio era 'y na maior parte do litoral, no nordeste a palavra era îy), tornou-se imperativo que o maior número de colonizadores aprendesse a língua para a conquista territorial e para a conversão dos nativos. Os primeiros registros da língua datam da década de 1510, mas um registro substancial só foi produzido na década de 1540. Os jesuítas desempenharam um papel crucial na formalização de sua gramática, com José de Anchieta compondo uma gramática para ela em 1555. Com o tempo, deu origem às línguas gerais e contribuiu com diversas palavras para o português brasileiro e uma literatura rica e diversificada.
O século XX viu um ressurgimento do interesse pelo tupi antigo. O início desse século viu uma forte onda de nacionalismo, e o tupi foi visto como uma forma de criar uma unidade nacional e uma identidade ao país que se unificava politicamente.

## Início da colonização

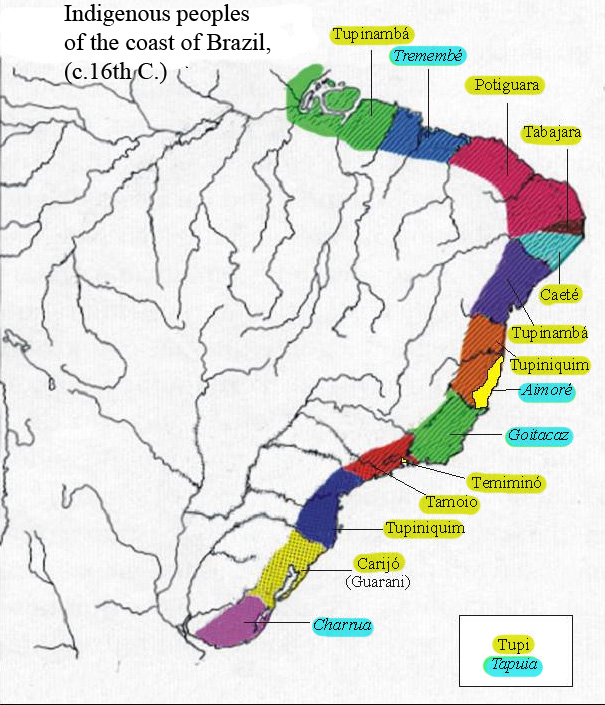
Povos indígenas que habitavam, no século XVI, a costa do Brasil. Em amarelo, os povos tupis.

No século XVI, embora centenas de línguas indígenas fossem faladas no território que mais tarde se tornaria o Brasil, em sua região costeira e áreas próximas era falada praticamente a mesma língua indígena. Isto foi observado no início da colonização, apesar da existência de algumas variações diatópicas, o que é natural em todo idioma. Segundo Pero de Magalhães Gândavo, 

A linguagem usada ao longo de toda a costa é uma só, embora em certas palavras possa diferir em algumas partes, mas não de uma forma que não se entendam.
Os portugueses referiam-se a esta língua como "língua Brasílica". Apenas no século XIX ela passou a ser conhecida como como tupi antigo ou tupi. 

Os relatos do descobrimento do Brasil, a partir da viagem de Pedro Álvares Cabral em 1500, não incluem registros do Tupi Antigo. Alguns termos de origem tupi podem ser encontrados nos primeiros documentos de navegação portugueses, como os do navio Bretoa em 1511, que mencionam vários çagoys ou çagoyns (Calitriquídeos). A primeira tentativa de compilar uma lista de termos desta língua ocorreu durante a viagem de circunavegação de Fernão de Magalhães em 1519;   coletadas na Baía de Guanabara por Antonio Pigafetta, as cinco ou seis palavras registradas referem-se a itens que os Tupinambás comercializavam com os europeus.  O registro substancial mais antigo do Tupi Antigo foi produzido na década de 1540 por um francês chamado Jehan Lamy. Também foi coletado na Baía de Guanabara e contém 88 verbetes, embora alguns sejam repetidos.

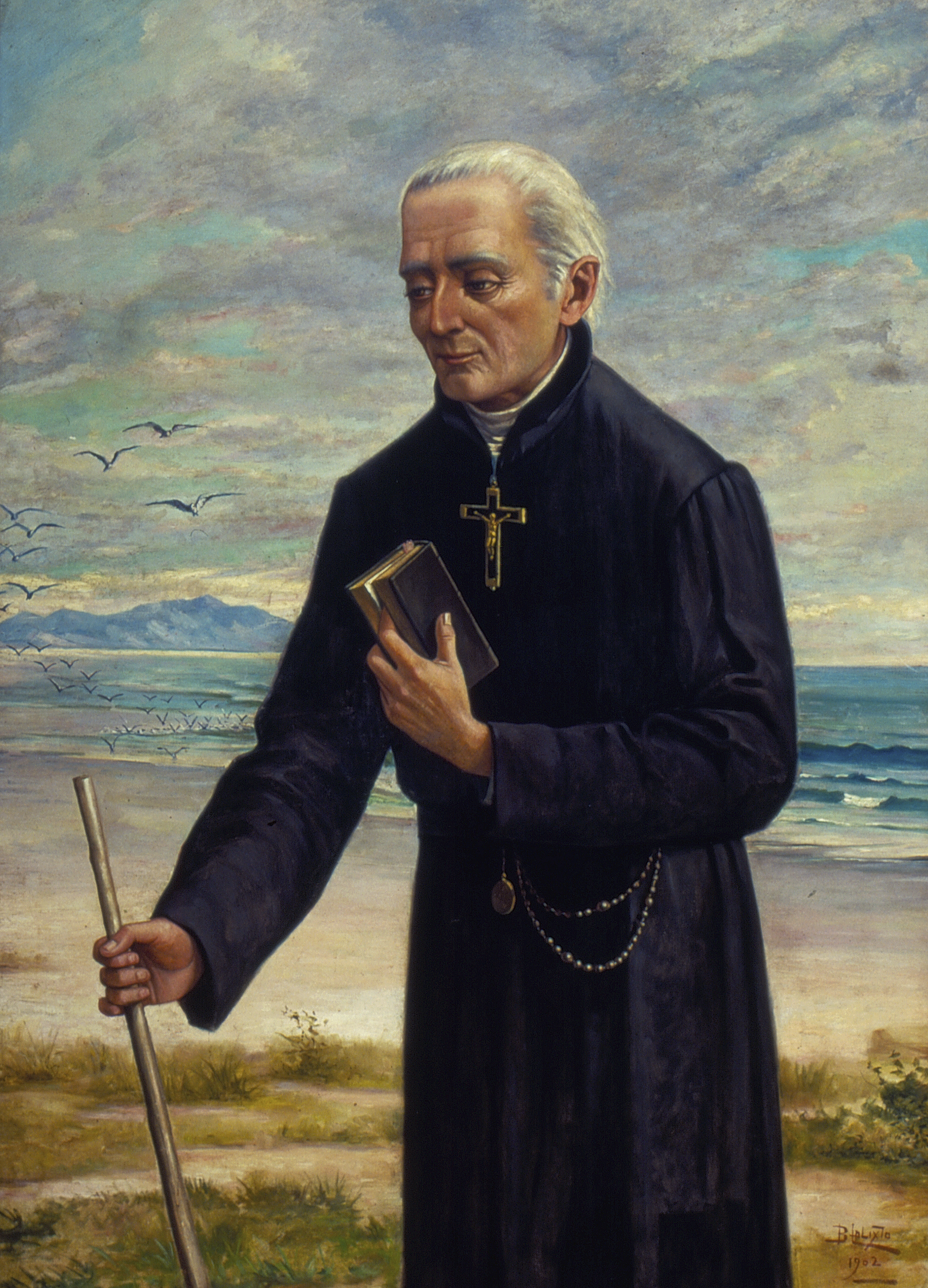
José de Anchieta, o primeiro gramático do Tupi Antigo, de Benedito Calixto

Em 1546, João III enviou ao Brasil seis jesuítas, entre eles  pt, o primeiro a aprender o tupi antigo, ao lado do primeiro governador-geral do país, Tomé de Sousa. Com o segundo governador-geral, Duarte da Costa, veio José de Anchieta, responsável por escrever a primeira gramática da língua em 1555, que só seria publicada 40 anos depois.
Para converter os povos indígenas, foram estabelecidos assentamentos, agrupando nativos de diferentes nações, protegendo-os da escravidão. Para catequizá-los, foi criada uma mitologia paralela, buscando analogias entre o português e o tupi antigo. A doutrina cristã teve de ser adaptada a uma realidade linguística e cultural totalmente diferente da europeia. Para Alfredo Bosi, a doutrina cristã acabou por se tornar nem europeia, nem indígena, mas algo novo, em uma verdadeira mitologia paralela.

### Prevalência do tupi no Brasil colonial
Conforme Aryon Rodrigues, o tupi era mais falado que o português nas regiões onde houve maior miscigenação entre o colonizador europeu e a indígena nativa. Essas são as regiões periféricas da colonização lusitana, a saber: o sudeste do Brasil, mais especficamente São Paulo e São Vicente, e o Norte. Já em Salvador, antiga capital da colônia, sede da administração lusitada implantada no novo mundo, a língua portuguesa dominava, por duas razões:
1. A grande mortandade de indígenas nessas regiões, devido a pandemias e ao extermínio deliberado;
2. Justamente por ser um local onde houve menor miscigenação. Muitos casais já formados chegavam da Europa.

Sobre a extensão geográfica do tupi, escreve Couto de Magalhães:
Nenhuma lingua primitiva do mundo, nem mesmo o sânscrito, ocupou tão grande extensão geográfica como o tupi e os seus dialetos; com efeito, desde o Amapá até ao Rio da Prata, pela costa oriental da América meridional, em uma extensão de mais de mil léguas, rumo de norte a sul; desde o cabo de S. Roque até a parte mais ocidental de nossa fronteira com o Peru, no Javari, em uma extensão de mais de oitocentas léguas, estão, nos nomes dos lugares, das plantas, dos rios e das tribos indigenas, que ainda erram por muitas dessas regiões, os imperecedouros vestígios dessa língua— Couto de Magalhães, O Selvagem
Enquanto nas colônias inglesas praticava-se o colonialismo de colonização, com famílias inteiras migrando, mantendo a segregação social e étnica dos habitantes indígenas de tais localidades, na América portuguesa o que ocorreu foi o colonialismo de exploração. Não vieram famílias inteiras, mas sim homens de baixa condição social, exilados, e aventureiros, que tiveram que aprender a língua dos indígenas para poder lidar com eles. Esses homens também formaram famílias mestiças.
O tupi, portanto, foi a língua que os colonizadores aprenderam e falaram durante muito tempo, para poderem colonizar o território. Cabe ressaltar também que sua população era muito menor que a indígena. A existência de uma língua principal falada ao longo da costa fez com que valesse a pena dominá-la. Eduardo de Almeida Navarro argumenta que o tupi antigo, portanto, pode ser considerado uma língua indígena clássica.

## Século XVIII: fim do tupi antigo e início das línguas gerais
Em linhas gerais, o tupi antigo foi falado até o final do século XVII, quando perdeu espaço para as línguas gerais que surgiram e foram amplamente faladas no Brasil colonial, em suas ruas e nas casas, mesmo nas da nobreza. Segundo Antônio Vieira, os filhos dos portugueses aprendiam a língua portuguesa apenas na escola. Existiram pelo menos três línguas gerais, sendo duas as mais proeminentes, a saber, a Língua Geral do Sul, que desapareceu no início do século XX, e a  pt, que deu origem ao Nheengatu.
As línguas gerais acompanharam a interiorização da colonização. Os bandeirantes levaram a língua para as regiões interioranas. Dessa época datam topônimos como Cuiabá (Mato Grosso) e muitos outros que podem ser encontrados no interior de São Paulo e outros estados do Sudeste e do Centro-oeste.

## Século XX
O século XX viu o nascimento da Tupinologia. Os estudos do tupi antigo foram reavivados, sobretudo por influência da obra de Teodoro Sampaio sobre a influência do tupi na geografia nacional, isto é, nos topônimos de origem tupi.
O início do século XX foi um período de forte nacionalismo. Portanto, os estudos do tupi eram buscados para oferecer ao país uma identidade. Foi no início desse século que surgiram muitos topônimos artificiais de origem tupi (nomes de cidades, sobretudo). Muitas cidades foram batizadas com nomes tupis. Para isso, um decreto de Getúlio Vargas foi de grande auxílio. O decreto-lei n. 5.901, de 21 de outubro de 1943 rezava que:
Art. 7º Ficam estabelecidas as seguintes normas para a eliminação, no País, da repetição de topônimos de Cidades e Vilas, a efetivar-se no novo quadro territorial em preparo:

[...]

III - Como novos topônimos, deverão ser evitadas designações de datas, vocábulos estrangeiros, nomes de pessoas vivas, expressões compostas de mais de duas palavras sendo, no entanto, recomendável a adoção de nomes indígenas ou outros com propriedade local.
Tal decreto teve resultado, pois o ano seguinte, 1944, foi particularmente produtivo na criação de topônimos artificiais. São desse ano os seguintes nomes de cidades:
- Embu-Guaçu
- Parapuã
- Ubirajara
- Piacatu
- etc.

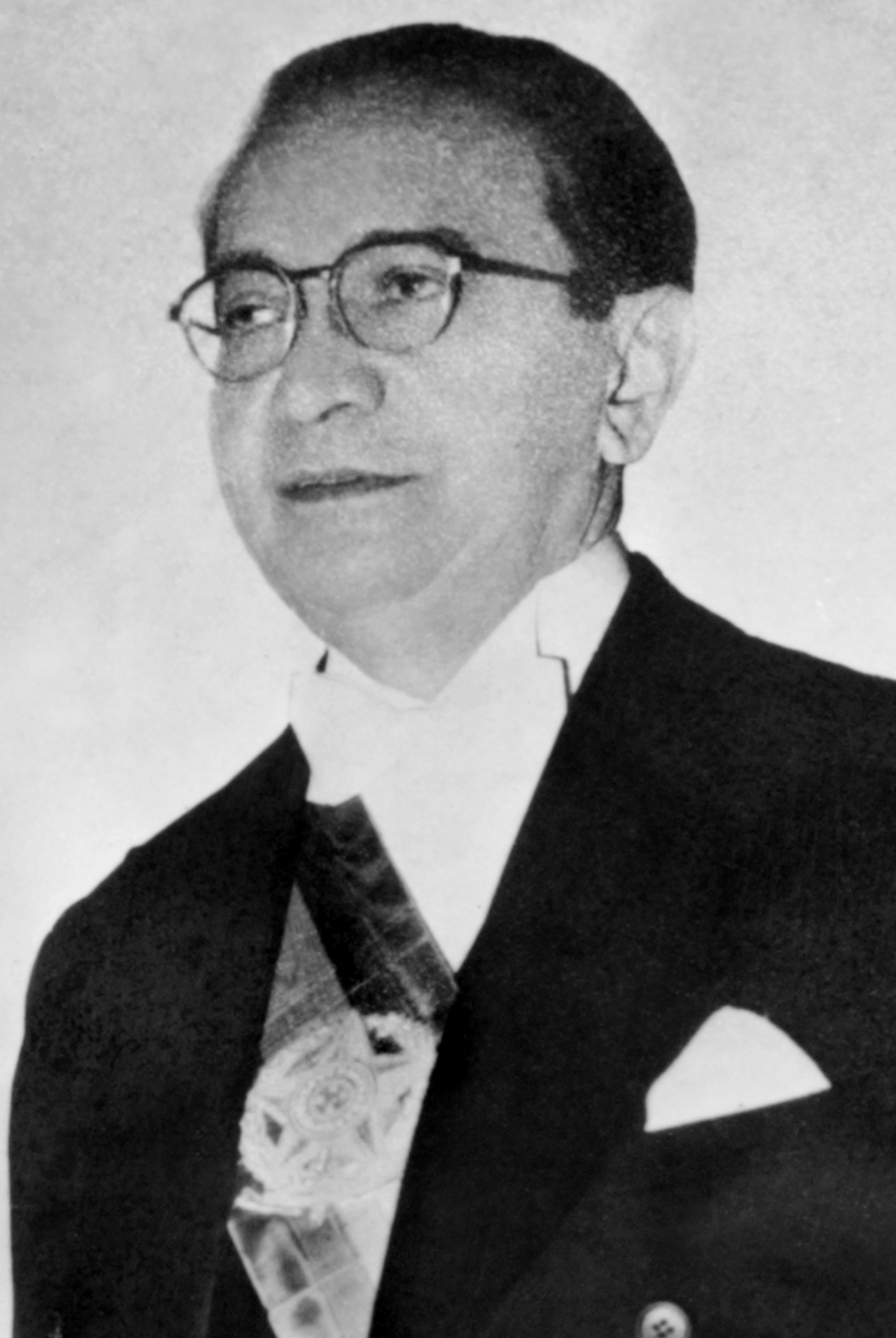
Café Filho, presidente de 1954 a 1955, assinou uma lei que tornava obrigatória a cadeira de língua tupi nas universidades brasileiras.

Na esteira do nacionalismo, foi assinada por Café Filho, presidente à época, uma lei que tornava obrigatório o ensino de tupi nas universidades brasileiras.

LEI No 2.311, DE 3 DE SETEMBRO DE 1954.
  	         Cria a cadeira de “Etnografia Brasileira e Língua Tupi”
O PRESIDENTE DA REPÚBLICA, faço saber que o CONGRESSO NACIONAL decreta e eu sanciono a seguinte Lei:
Art. 1º É instituída em tôdas as Faculdades de Filosofia e Letras do País a cadeira de “Etnografia Brasileira e Língua Tupi”.
Art. 2º Enquanto o Poder Executivo não enviar mensagem ao Congresso Nacional solicitando a criação dos respectivos cargos, os lugares de professor dessa disciplina serão exercidos mediante contrato com especialistas e estudiosos da matéria, e custeados pela verba própria dos estabelecimentos em cujo curso a cadeira fôr programada.
Art. 3º Uma vez criados os cargos, serão êles providos mediante concurso, a exemplo do que se verificou com o provimento da cadeira de Língua Tupi na Faculdade de Filosofia e Letras da Universidade de São Paulo.
Art. 4º Esta Lei entrará em vigor na data de sua publicação, revogadas as disposições em contrário.
Rio de Janeiro, em 3 de setembro de 1954; 133º da Independência e 66º da República.
João Café Filho
Cândido Mota Filho
De fato, após a publicação dessa lei, surgiram diversas cadeiras em universidades federais. Contudo, a única que resta agora é a da Universidade de São Paulo (USP).

### Crítica estruturalista
Se a primeira metade do século XX foi marcada por um reavivamento dos estudos do tupi, bem como a uma busca por uma identidade nacional, a segunda metade, com o advento do estruturalismo nas universidades brasileiras, houve uma queda no interesse por aquela língua indígena. Com o estruturalismo, deu-se preferência ao estudo sistemático de línguas indígenas vivas. Privilegiou-se também as pesquisas de campo (etnografia), as quais, evidentemente, não eram possíveis com uma língua morta.
Eduardo Navarro elenca algumas das críticas estruturalistas direcionadas à tupinologia:

1. Em primeiro lugar, a questionar seu domínio na universidade brasileira e a quase ausência de estudos das línguas indígenas vivas.
2. Em segundo lugar, a lançar dúvidas sobre sua importância como uma das matrizes da formação da língua portuguesa do Brasil e da cultura brasileira, bem à frente de quaisquer outras línguas indígenas contemporâneas, que teriam influências mais restritas a determinadas regiões do país.
3. Em terceiro lugar, no afã de querer tornar o tupi uma língua indígena a mais, entre outras, propagou-se o designativo tupinambá em substituição ao tradicional designativo tupi, pretendendo-se, com isso, esvaziar seu conteúdo histórico, como que retirando seu valor de língua indígena clássica e equiparando-a ao Parintintin e ao Xavante, por exemplo.
4. Outras críticas que remontam à década de cinquenta e que intentam desmerecer um dos instrumentos mais importantes de conhecimento do tupi são as que se fizeram contra as gramáticas dos missionários, consideradas latinizantes e de feitio artificial, como se os jesuítas tivessem amoldado a língua tupi à gramática latina.
5. Finalmente, muito já se arguiu, desde aquela época, a correspondência entre o que os missionários escreveram e a língua efetivamente falada pelos índios tupis da costa.
— Os estudos de tupi antigo e a crítica estruturalista. Eduardo Navarro.

## Legado cultural
O tupi antigo é a única língua indígena com presença significativa no léxico do português falado no Brasil, bem como na sua toponímia e antroponímia. Também deixou legado na literatura brasileira, como a poesia lírica e teatral de José de Anchieta e as cartas dos índios Camarão.